# Soritia viridibasalis
Soritia viridibasalis is een vlinder uit de familie van de bloeddrupjes (Zygaenidae). De wetenschappelijke naam van de soort is voor het eerst geldig gepubliceerd in 1905 door Dudgeon.